# Les Rives
Les Rives é uma comuna francesa na região administrativa de Occitânia, no departamento de Hérault. Estende-se por uma área de 23,79 km². Em 2010 a comuna tinha 149 habitantes (densidade: 6,3 hab./km²).